# Stanisław Pomorski
Stanisław Pomorski (ur. 23 listopada 1934 we Lwowie, zm. 17 września 2017 w Haddon Heights, USA) – polsko-amerykański prawnik, adwokat, nauczyciel akademicki Rutgers School of Law, specjalista w zakresie prawa karnego.

## Życiorys
Syn Marii i Juliusza Pomorskich. Po wybuchu II wojny światowej został deportowany wraz z matką i starszą siostrą Krystyną przez NKWD do Kazachstanu (ojciec będący oficerem Wojska Polskiego znalazł się w obozie jenieckim). W 1956 został dziennikarzem tygodnika Prawo i Życie. Ukończył studia na Wydziale Prawa i Administracji Uniwersytetu Warszawskiego, gdzie uzyskał stopień naukowy doktora nauk prawnych. Został adwokatem. W latach 1966–1972 był pracownikiem Polskiej Akademii Nauk. W 1972 wyjechał na stałe do USA. Został stypendystą Fundacji Forda w Uniwersytecie Harvarda. W 1973 został zatrudniony w Rutgers School of Law, gdzie pracował do emerytury w 2006 (w uczelni tej uzyskał tytuł „Distinguished Professor of Law”). Był doradcą Amerykańskiej Izby  Adwokackiej (American Bar Association).

## Życie prywatne
Był żonaty z Patricią Smith. Pozostawił troje dzieci: Łukasza, Krzysztofa i Marię.